# Кореши, Ват
Ват Кореши (алб. Vath Koreshi; 7 мая 1936, Люшня, Албания — 3 февраля 2006, Рим, Италия) — албанский государственный и политический деятель, писатель, поэт, журналист, сценарист.

## Биография
После окончания геологического факультета Тиранского политехнического института, 5 лет работал геологом в Кукесе. Продолжил учёбу на отделении албанской филологии Тиранского университета.
С 1964 года работал журналистом в газетах «Zëri i rinisë» («Голос молодёжи») и «Drita» («Свет»). С 1974 года в качестве сценариста сотрудничал с киностудией «Новая Албания» (алб. Kinostudio Shqipëria e Re). В 1978 году был назначен главным редактором отдела художественных фильмов.
В 1987 году — начальник департамента в министерстве культуры и искусства Албании.
В 1991—1992 — министр культуры, молодежи и спорта Албании. После ухода с поста министра работал директором издательства «Onufri».
В 2001 году стал депутатом албанского парламента по списку Социалистической партии Албании.
Умер от сердечного приступа в больнице Италии.

## Творчество
Печататься начал, ещё будучи учеником школы. В 1964 году опубликовал сборник рассказов «Kur zunë shirat e vjeshtës». Перу прозаика принадлежит ряд рассказов и повестей.
Автор более 20 киносценариев.

### Повести
- 1964: Kur zunë shirat e vjeshtës
- 1968: Toka në hijet e shtëpisë (Земля в тени дома)
- 1971: Dy të shtunat e Suzanës (Две субботы Сюзанны)
- 1977: Mali mbi kënetë
- 1980: Haxhiu i Frakullës
- 1980: Dasma e Sakos (Свадьба Сако)

## Избранная фильмография
- 1978 — Gjeneral gramafoni
- 1978 — Nga mesi i errësirës
- 1979 — Liri a vdekje
- 1981 — Plaku dhe hasmi (короткометражный)
- 1982 — Ne kufi te dy legjendave
- 1982 — Besa e kuqe
- 1984 — Nata e parë e lirisë
- 1987 — Невидимый мир / Botë e padukshme
- 1990 — Balada e Kurbinit
- 1998 — Dasma e Sakos
- 1999 — Врата Евы
- 2005 — Syri magjik
- 2006 — Etjet e Kosovës

## Награды
- Орден «Честь Нации» (алб. Urdhri «Nderi i Kombit»)